# Рыжикова, Елена Сергеевна
Елена Сергеевна Рыжикова (род. 11 января 1988) — российская футболистка, вратарь и нападающая. Мастер спорта России международного класса.

## Биография
Воспитанница футбольной школы «Чертаново» (Москва), где занималась футболом и мини-футболом. Также в начале карьеры была в составе московского «Спартака». В 2005—2007 годах играла за «Чертаново» в высшей лиге России. В сезоне 2005 года сыграла 19 матчей на позиции вратаря. В 2007 году включалась в заявку как вратарь, но в большинстве своих матчей выходила на позиции нападающей. Стала автором гола с пенальти в матче против ростовского СКА (1:2) 27 июня 2007 года. После расформирования «Чертаново» в ходе сезона 2007 года перешла в «Надежду» (Ногинск), где была игроком резерва.
Призывалась в молодёжную сборную России (до 19 лет), сыграла не менее 3 официальных матчей. В составе студенческой сборной России становилась серебряным призёром Всемирной Универсиады.
Завершила профессиональную игровую карьеру из-за травмы спины. В дальнейшем работала моделью, фотографом, сотрудничала с сетевым изданием championat.com, Матч ТВ. Тренирует команды девочек в ДЮСШ «Чертаново», входит в состав комитета женского футбола Федерации футбола Москвы, участвует в любительских матчах.
Есть сын Кирилл.